# سبيد ووكر
سبيد ووكر (بالإنجليزية: Speed Walker)‏ هو لاعب كرة قاعدة أمريكي، ولد في 23 يناير 1898 في Munhall, Pennsylvania ‏ في الولايات المتحدة، وتوفي في 20 يونيو 1959 في West Mifflin, Pennsylvania ‏ في الولايات المتحدة.